# Hihant
Hihant (ukr. Гігант) – wieś na Ukrainie, w obwodzie donieckim, w rejonie pokrowskim, w hromadzie Kurachowe. W 2001 liczyła 3 mieszkańców.